# Xã Choteau Creek, Quận Charles Mix, South Dakota
Xã Choteau Creek (tiếng Anh: Choteau Creek Township) là một xã thuộc quận Charles Mix, tiểu bang Nam Dakota, Hoa Kỳ. Năm 2010, dân số của xã này là 213 người.